# Jean-Marc Tingaud
 (mars 2019).
Jean Marc Tingaud, né à Saulieu le 22 mars 1947, photographe français connu particulièrement pour son travail sur la chronologie et la mémoire. Son œuvre autour des intérieurs, vus comme des portraits intimes, a fait date dans l'histoire de la photographie. 

## Biographie
Jean Marc Tingaud est né à Saulieu (Morvan). Il y grandit auprès de son oncle et de ses grands parents paysans, "courant les prés, les bois et les champs, aidant aux travaux de la ferme, faisant à vélo plusieurs fois le “tour du monde”. Il s’amuse à construire, à cette époque, d’étranges sculptures, assemblages improbables d’objets trouvés, de branches, de plumes, de fruits et de légumes glanés çà et là, production éphémère… Il ne reste aujourd’hui qu’une seule photo prise par son père, où on le voit âgé de six ans exhiber une de ses œuvres, aux côtés de son jeune frère Jean Louis…[Interprétation personnelle ?]
A l’école puis au collège, le dictionnaire Larousse lui ouvre ses cartes, ses planisphères et les clefs de l’évasion, la section Beaux-Arts l’intérêt pour la peinture, les nus de Boucher ses premiers émois érotiques… Les interminables études surveillées lui auront fait découvrir avec la même intensité l’ennui et son antidote rêveuse, l’envie dévorante de découverte et de voyages, la passion pour l’art, dans toutes les cultures et sous toutes ses formes."[Interprétation personnelle ?]
Après de brèves études, il séjourne au Maroc et voyage en 2 cv depuis la France jusqu’en Inde, traversant Italie, Yougoslavie, Bulgarie, Turquie, Iran, Afghanistan et Pakistan. En 1972, il rencontre Alfredo Dominguez, peintre, graveur et musicien bolivien, réfugié en Suisse avec sa famille. Il décide alors de partir en Bolivie où sévit à l’époque le dictateur Banzer. Arrêté alors qu’il photographiait dans un poste de police des faubourgs de La Paz, interrogé puis libéré peu après, il décide de devenir photographe. Après plusieurs séjours en Amérique Latine, il rencontre Allan Porter à Lucerne qui publie en 1975 son premier portfolio dans la revue suisse Camera, dont il fera la couverture, dans un numéro intitulé The itinérant Photographer  ISSN[réf. nécessaire]
Il publie son premier livre, Gens du Morvan, en 1978, Mémoires en 1986, Objets d’Amour en 1988, Intérieurs en 1992 et Médinas en 1998. Parmi de nombreux livres et encyclopédies sur la photographie, The Photography Book, paru à Londres chez Phaïdon en 1997 et réédité en 2014, l’a retenu comme l’un des 500 auteurs les plus marquants de l’histoire de la photographie. En 2015, un recueil de textes et photographies intitulé Un Monde, suite de 5 cahiers ordonnés par continents, a été présenté pour la première fois chez Artcurial à Paris.
Ses œuvres sont présentes dans nombre de collections privées et publiques, parmi lesquelles le Kuntshaus de Zurich, le Musée National d’Art Moderne du Centre Pompidou à Paris, le Museum of Art d’Oklahoma, le Fonds National d’Art Contemporain, le Tokyo Institute of Polytechnics, le Cabinet des Estampes de la Bibliothèque Nationale, le Musée Nicéphore Niepce à Chalon-sur-Saône, les Fonds Régionaux d’Art Contemporain de Poitou-Charentes et Rhône-Alpes, la collection de la FNAC, celle de la Fondation d'entreprise Hermès à Paris, la collection de la Banque de Luxembourg.[réf. nécessaire]
Sa dernière série In situ-ex situ a été publiée en juillet 2016 dans l’ouvrage Arts d’Afrique, portraits d’une collection, aux éditions Cinq Continents et exposée à la galerie Bernard Dulon. Elle donne à voir sept pièces d’art africain de la collection Patrick Caput. Entre vues du cabinet du collectionneur et représentation des objets isolés de leur contexte est posée la question de leur destinée, que l’on trouve concentrée dans ce court texte: “Hiératiques et muettes, elles nous regardent. Elles ont traversé les terres et les océans, elles ont traversé le temps, échappant aux termites, à ces trillions d'insectes qui peuplent l'Afrique et à bien d’autres risques de disparition. Mais du même coup, déracinées de leur contexte originel, elles se sont trouvées dépouillées de leur charge votive, cultuelle ou rituelle. A l'image des populations migrantes, réfugiées ou déplacées qui les ont vus naître, elles ont souvent emprunté, du sud au nord, les mêmes chemins. Si bien que l'on ne peut poser la question de la représentation de ces oeuvres sans soulever du même coup celle de la présence ou de l'effacement du contexte, berceau éphémère de leur identité." Jean Marc Tingaud - texte de l'artiste inséré dans l'exposition à la Galerie Bernard Dulon, Paris 4 novembre 2016 au samedi 26 novembre 2016.[Interprétation personnelle ?]
Du 16 mars au 11 novembre 2019, au Musée archéologique de Bibracte, l'exposition Fragments témoigne, au sein même des collections, des relations particulières que son travail entretien, depuis l’origine, avec l’archéologie.

## Principalesexpositions personnelles
- 1982       Jean Marc Tingaud, Musée Nicéphore Niepce, Chalon-sur-Saône (Catalogue)
- 1985       Stèles Musée Rolin, Autun.
- 1986       Mémoires Musée des Beaux-Arts, Musée Archéologique, Hôtel Chartraire de Montigny, Dijon (expositions simultanées, catalogue).
- Mémoires, Mois de la Photographie, Espace Vendôme, Paris. (Catalogue).
- 1987       Objets d’Amour C.A.C. Mâcon (Catalogue).
- 1988       Intérieurs, Rencontres de la Photographie, Arles.
- 1989       Éléments, Galerie Georges Lavrov, Paris (Catalogue).
- 1991       Intérieurs, Centre National de la Photographie, Palais de Tokyo, Paris[4].
- 1992       Intérieurs Parco Exposure, Tokyo.
- Coulisses, Fondation Nationale de la Photographie, Lyon.
- 1993       Médinas, Centre Culturel Français, Marrakech.
- Intérieurs”, Biennale Internationale de Turin (Catalogue)
- 1995       Naples 1985 - Berlin 1994, Fonds Régional d’Art Contemporain, Lille
- Mémoires, Galerie Les Filles du Calvaire, Paris.
- Berlin Intérieurs, Mc Cann Erickson, Paris.
- 1998       Medinas Alberobello Fotografia, Italie.
- La Casa Museo del Territorio, Alberobello, Italie.
- Médinas, Institut du Monde Arabe, Paris
- 2000       Médinas, Bunkamura Gallery, Musée Bunkamura, Tokyo.
- Urgences, Galerie VU, Paris.
- Morvan, Palazzo de la Provincia, Arrezzo, Italie.
- 2001       Loire, Musée de Cosne sur Loire.
- Intérieurs, Festival de Skopelos, Grèce.
- 2002       Paris-Tingaud-Paris, 21 Gallery, Meridien-Odaiba, Tokyo.
- 2004       Œuvres érotiques, Galerie Art et Littérature Paris.
- 2006       Médinas, Galerie des Galeries, Galeries Lafayette, Paris (Catalogue).
- 2009       Paysages Intérieurs, Museo El Cabildo, Asucion, Paraguay.
- 2010       L’échappée belle, Ateliers Hermès, Paris.
- 2011       L’état des choses, Galerie 127, Marrakech, Maroc.
- 2015       Un Monde, Artcurial, Paris.
- 2016       Intérieur dans l’exposition “Studio Douamna - portraits marocains de la collection Jean Marc Tingaud”, Galerie 127, Marrakech, Maroc.2
- 2019       Fragments, Musée archéologique de Bibracte, Saint-Léger sous Beuvray.

## Principales expositions de groupe
- 1985        La chambre, Centre National de la Photographie, Palais de Tokyo, Paris.
- 1986        Identités, Centre National de la Photographie, Palais de Tokyo, Paris.
- 1987        La Photographie Française Contemporaine, Salon International de l’Image, CNIT, Paris (Catalogue).
- 1988        Nouvelles tendances de la photographie française, Centre National de la Photographie, Paris, Innsbruck, Francfort. (Catalogue).
- Exposition personnelle, Galerie Georges Lavrov, FIAC, Paris. (Catalogue)
- 1989        La Lettre, Centre National de la Photographie, Palais de Tokyo, Paris,
- La Photographie Française Contemporaine, Fondation Bayer, Leverkusen, Ludwigs Museum, Aachen.
- 1990        La Photographie Française Contemporaine, Fondation Gulbenkian, Lisbonne.
- 1991        La Photographie Française Contemporaine, International Center of Photography, New-York, Espace Photographique, Paris, Musée Nicéphore Niepce, Chalon-sur-Saône,
- La Photographie Française Contemporaine, Musée Diego Rivera, Mexico, Contemporary Arts Center, New-Orleans, Rencontres Internationales de la Photographie, Arles.
- 1992        La Photographie Française Contemporaine, Kawasaki City Museum, Japon, Centre Georges Pompidou, Paris.
- 1996        Kobé Aid Fund, World Trade Center Tokyo.
- Kobé Aid Fund, Osaka Museum
- 1999        Intérieurs, Palais Ducal, Dijon,
- Le Désir du Maroc, Mission du Patrimoine Photographique, Hôtel de Sully, Paris.
- 2001        The spirit of religion, photographic and cinéma approaches, National Museum of Cinéma, Salonique, Grèce.
- 2003        Présence dans le dernier album de Jacques Henri Lartigue - exposition et catalogue, Centre Pompidou, Paris
- Palestine, École Spéciale d’Architecture, Paris
- 2004        La Collection Photographique de la FNAC - la sélection de Martin Parr pour les 35ème Rencontres Internationales de la Photographie d'Arles.
- La Collection Photographique de la FNAC: Chapelle de la Conciergerie, Paris.
- 2005        La Collection Photographique de la FNAC: “Alguien nos mira” MuViM, Valencia, Espagne.
- 2006        Les Peintres de la Vie Moderne, Centre Pompidou, Paris.
- 2008        Esprit de Paris, 10e anniversaire des Rencontres franco-japonaises de la photographie : Robert Frank, Daido Moriyama, Ichigo Sugawara, Jean-Marc Tingaud, Hiromi Tsuchida,
- 2013        Le choix de Valentine Galerie Vallois - Parcours des Mondes, Paris.
- 2014        Surréalisme et arts primitifs, un air de famille, Fondation Pierre Arnaud, Lens-Crans Montana, Suisse (Livre-catalogue).
- 2015        Jardins d’hiver, jardin d’Eden Galerie Alain Gutharc, Paris.
- Un Monde, Artcurial, Paris.
- Un Monde, Camera, Fotofever, Carrousel du Louvre, Paris.
- 2016        ”Art et foot“, La Chapelle, Clairefontaine – Baudoin Lebon.
- ”Art d’Afrique, portraits d’une collection“ Galerie Bernard Dulon, Paris (Livre-catalogue).
- 2018        ”Je est un (une) autre“ Fonds Régional d’Art Contemporain de Poitou-Charentes. Exposition de la série  “Mémoires”, acquisition du FRAC en

## Principales publications
- The itinerant photographer Camera, n°4, 1975. C.-J. Bucher S.A, Lucerne, Suisse [5]
- Mémoires, Espace Vendôme, livre d'artiste, 1986.
- Gens du Morvan, avec un texte de Jacques Lacarrière, Éditions du Chêne, 1978 - réédition Éd. l'Armançon, 1991.  (ISBN 2-906594-20-2)
- Lumière, je pense à vous, CCI, Centre Georges-Pompidou, Paris, 1985.  (ISBN 2-86665-010-7 et 2-85850-281-1)
- Encyclopédie internationale des photographes de 1839 à nos jours”, Editions Camera Obscura, Hermance, Suisse, 1986[6].
- Intérieurs, Éditions Contrejour, Paris, 1991, 198 p.  (ISBN 2-859-49126-0)[4]
- Le rêve d’Icare, Editions du Centre Georges Pompidou, 1992[7].
- Index, photographers encyclopædia international, Camera obscura - Maison européenne de la photographie, 1992[8].
- Médinas, avec un texte de Tahar Ben Jelloun, Éditions Assouline, 1998  (ISBN 2843230772)
- La Photographie, Editions Cercle d'Art, texte d'Hervé Le Goff 2003[9].
- The Photography Book, une sélection de 500 photographes dans l'histoire de la photographie, depuis ses origines. Ian Jeffrey, Phaïdon, London, 1997- réédition en 2014[10].
- Surréalisme et Arts primitifs, un air de famille, Hatje Cantz Verlag - Fondation Pierre Arnaud, 2014[11].
- Un monde, livre d'artiste, recueil de photographies et de textes de l'auteur, édition limitée à 100 exemplaires, numérotée, estampillée et signée, 2015, Artcurial